# Johannes Moschos
Johannes Moschos auch Johannes Moschus (griechisch: Ιωάννης Μόσχος, bzw. latinisiert: Iohannes Moschus, * 540 oder 550 in Damaskus oder Kilikien; † um 620 in Rom) war ein byzantinischer Mönch und Schriftsteller.
Gegen Ende des 6. Jh. bereiste Johannes Moschos als Wandermönch mit seinem Begleiter Sophronius den östlichen Mittelmeerraum (Syrien, Palästina, Sinai, Ägypten). Längere Zeit verbrachte er dabei auf dem Sinai und in Alexandria. Nachdem Jerusalem im Jahre 603 durch die Perser erobert worden war, begab er sich auf eine letzte lange Reise nach Rom, wo er starb.
Eigene Reiseerlebnisse und außerordentliche Ereignisse, die er auf seinen Reisen von anderen Leuten erfahren hatte, sammelte Johannes im „Leimón“ (lat. „Pratum spirituale“). Die Geschichten sollten als erbauliche Exempla christlicher Tugend dienen. Das in griechischer Sprache verfasste Werk war im Mittelalter sehr beliebt und wurde mehrfach ins Lateinische übersetzt. Noch im Jahre 1423 fertigte Ambrogio Traversari aus Florenz eine Gesamtübersetzung an.
Heute dienen die Erzählungen des Johannes Moschos in ihrer lateinischen Übersetzung als Anfangslektüre im schulischen Lateinunterricht.